# Pauropus bagnalli
Pauropus bagnalli är en mångfotingart som beskrevs av Paul Auguste Remy 1935. Pauropus bagnalli ingår i släktet grovfåfotingar, och familjen fåfotingar. Utöver nominatformen finns också underarten P. b. leruthi.